# La Monnerie-le-Montel
La Monnerie-le-Montel là một xã ở tỉnh Puy-de-Dôme trong vùng Auvergne-Rhône-Alpes miền trung nước Pháp. Xã này nằm ở khu vực có độ cao trung bình 539 mét trên mực nước biển.